# Mándú
Mándú (hindi nyelven: हिन्दी, szanszkrit nyelven: संस्कृतम्, angolul: Mandu) történelmi város India területén, a mai Madhja Prades szövetségi államban. Indaurtól közúton kb. 85 km-re DNy-ra fekszik.
Málvá közép-indiai királyságának egykori pompás fővárosa elszigetelt romként áll a Vindhja-hegység egyik ormán. A mándúi erőd az egyik legvarázslatosabb várrom Indiában és a világ egyik legnagyobb, ma is álló erődvárosa. Kanyargó mellvédekkel és mély szakadékkal körülvett palotákat, mecseteket, pavilonokat és mesterséges tavakat, medencéket találunk benne, amelyet 1400 és 1529 között Málvá szultánjai építtettek. 
Mándú 23 km²-en terül el. A műemlékek két csoportban összpontosulnak. Egyik a királyi enkláve, a másik a falu. 
A királyi enkláve uralkodó épületei: 
- Dzsaház Mahal palota. 1469-1500 között épült. Az építtető élvhajhász szultán palotájában minden feladatot 15 ezer háremhölgy látott el. Nők voltak a testőrei is.
- Hindóla Mahal (Hintapalota). Masszív, befelé hajló falai azt az érzést keltik, hogy az épület billeg. A késő 15. században királyi gyülekezőcsarnokként épült.
- Csampá Bávali kút. Ez hűsítő vizet juttatott számos földalatti teremhez. Itt töltötte a sok ezer háremhölgy a forró nyári napokat.
- Gadá sáh háza és boltja. A bolt egy kihallgatási terem volt.
- Dilvár Khán mecsete. 1405-ben épült, lerombolt dzsaina és hindu templomok köveiből.

A falu főbb épületei:
- Hósang sáh sírja 1440-ből.
- Dzsámi Maszdzsid. A damaszkuszi nagy mecset az ihletője, de nem nevezhető utánzatnak, hanem az indiai afgán építészet legszebb példája.
- Asarfi Mahal madrasza.
- Málik Mugith mecsete 1432-ből.
- Dái ká Mahal (A dajka palotája) és Dái kí Cshóti Bahan ká Mahal (A dajka húgának palotája). Valószínűleg az építtető uralkodó kedvence volt a két hölgy.
- Báz Bahádur palotája. 1508-1509-ben épült.
- Rúpmati pavilon. Innen csodálatos kilátás nyílik a környékre.
- Nílkanth Mahal palota.

## Galéria

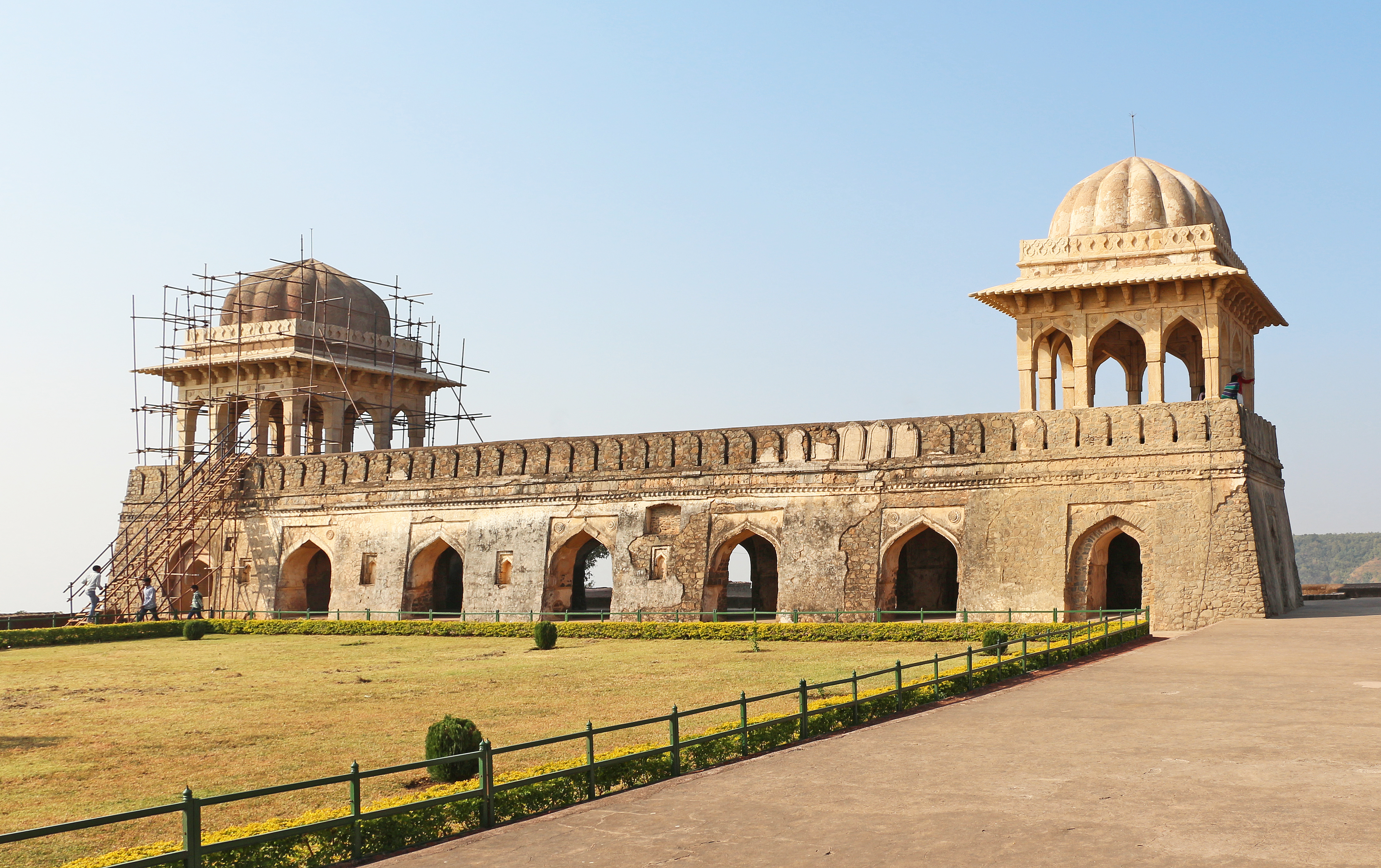
Rúpmati pavilon
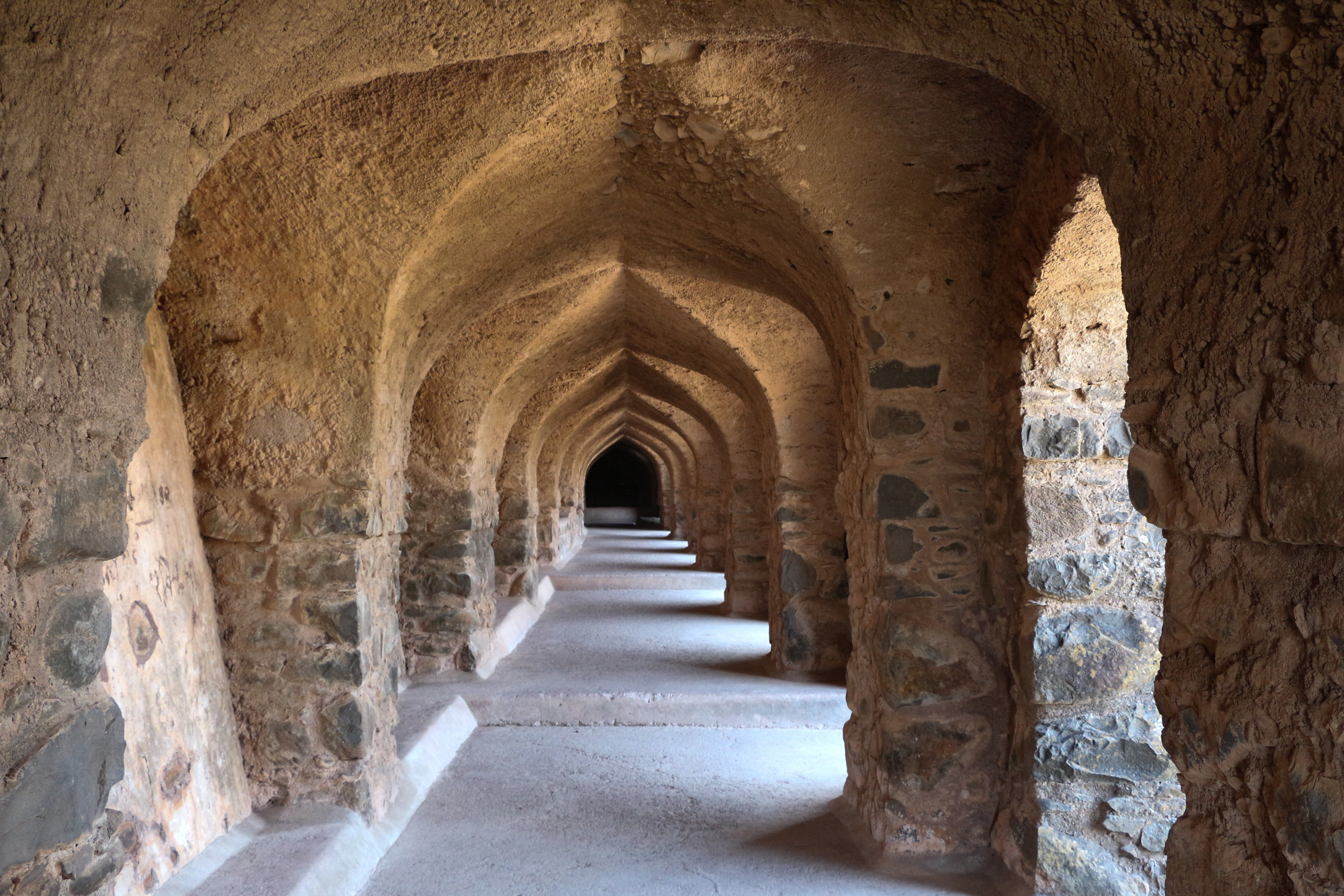
Rúpmati pavilon
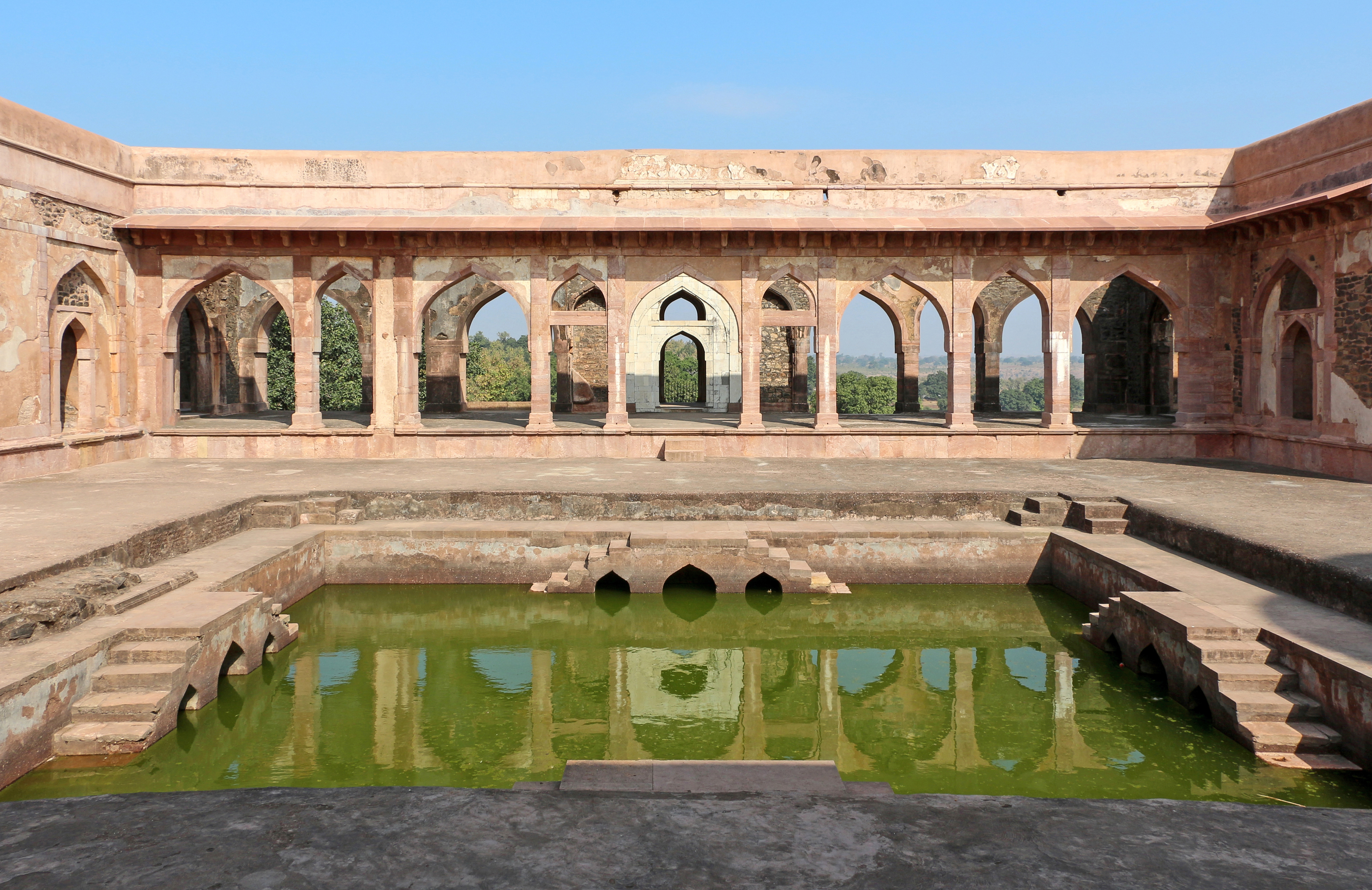
Báz Bahádur palotája
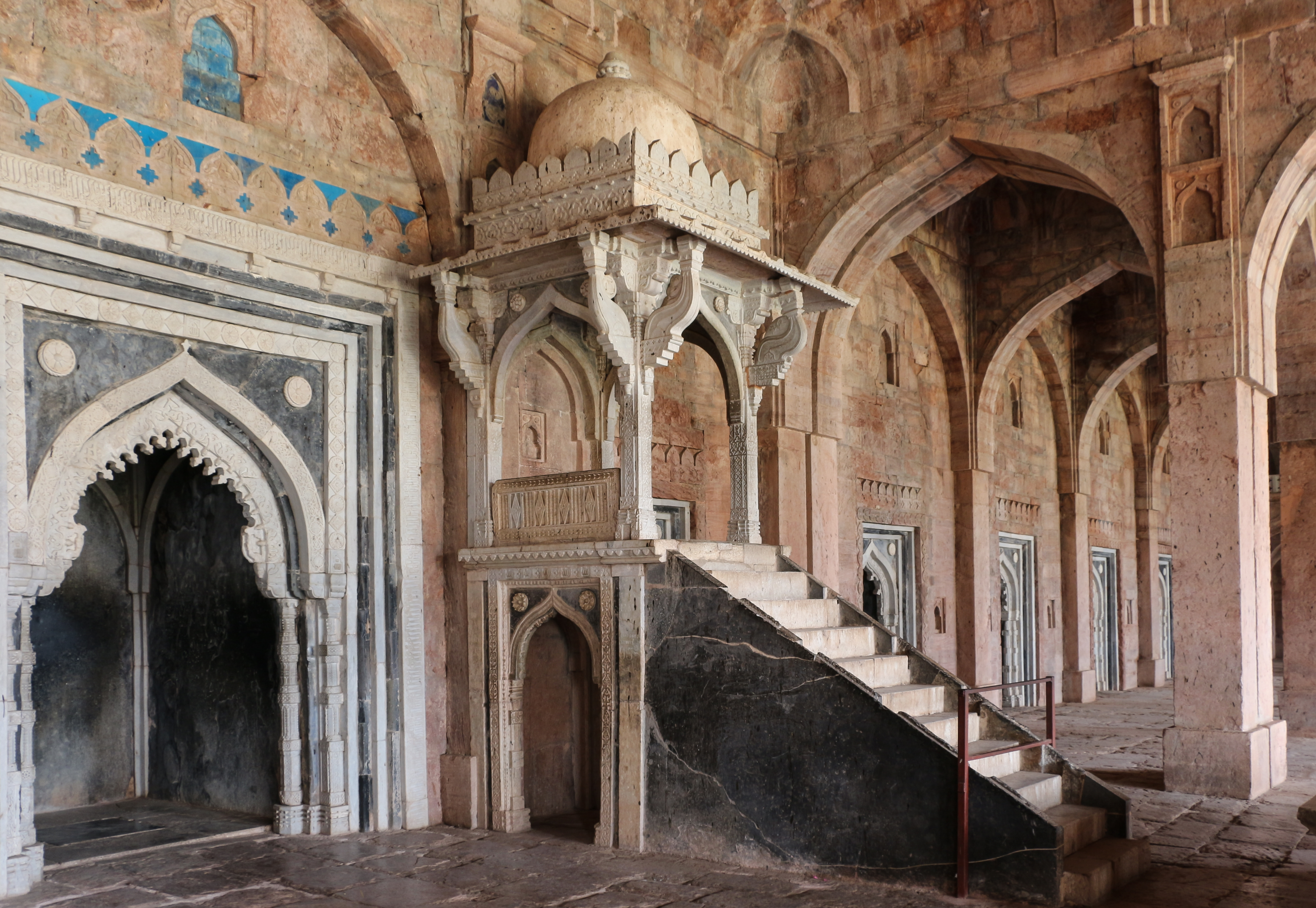
Dzsámi Maszdzsid
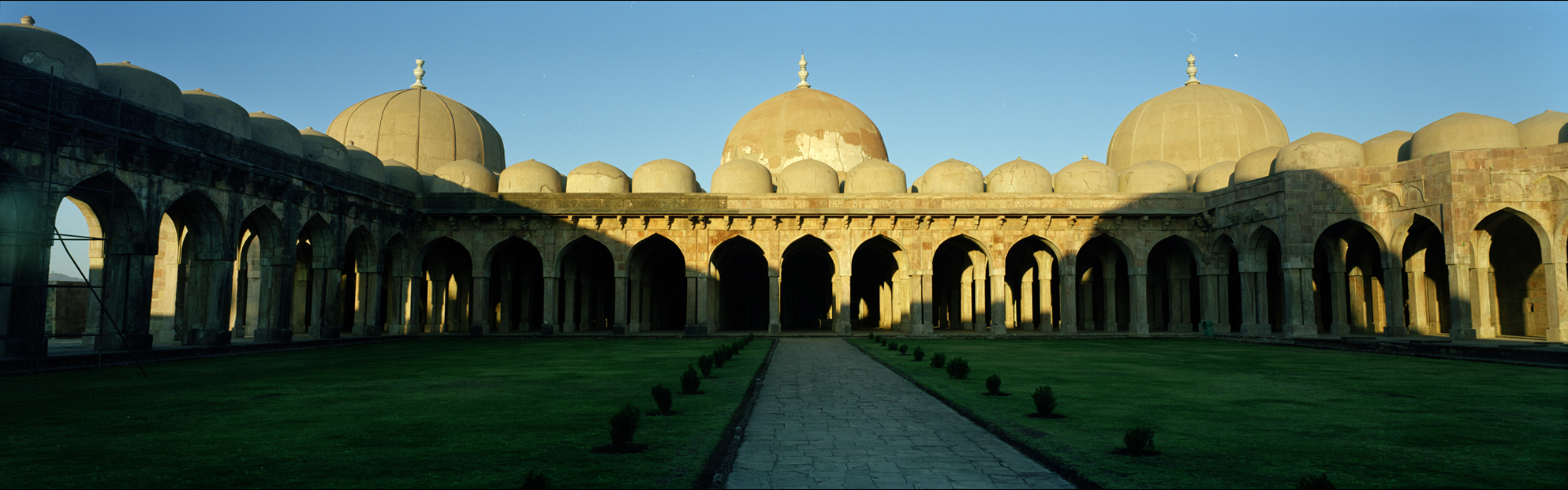
Dzsámi Maszdzsid
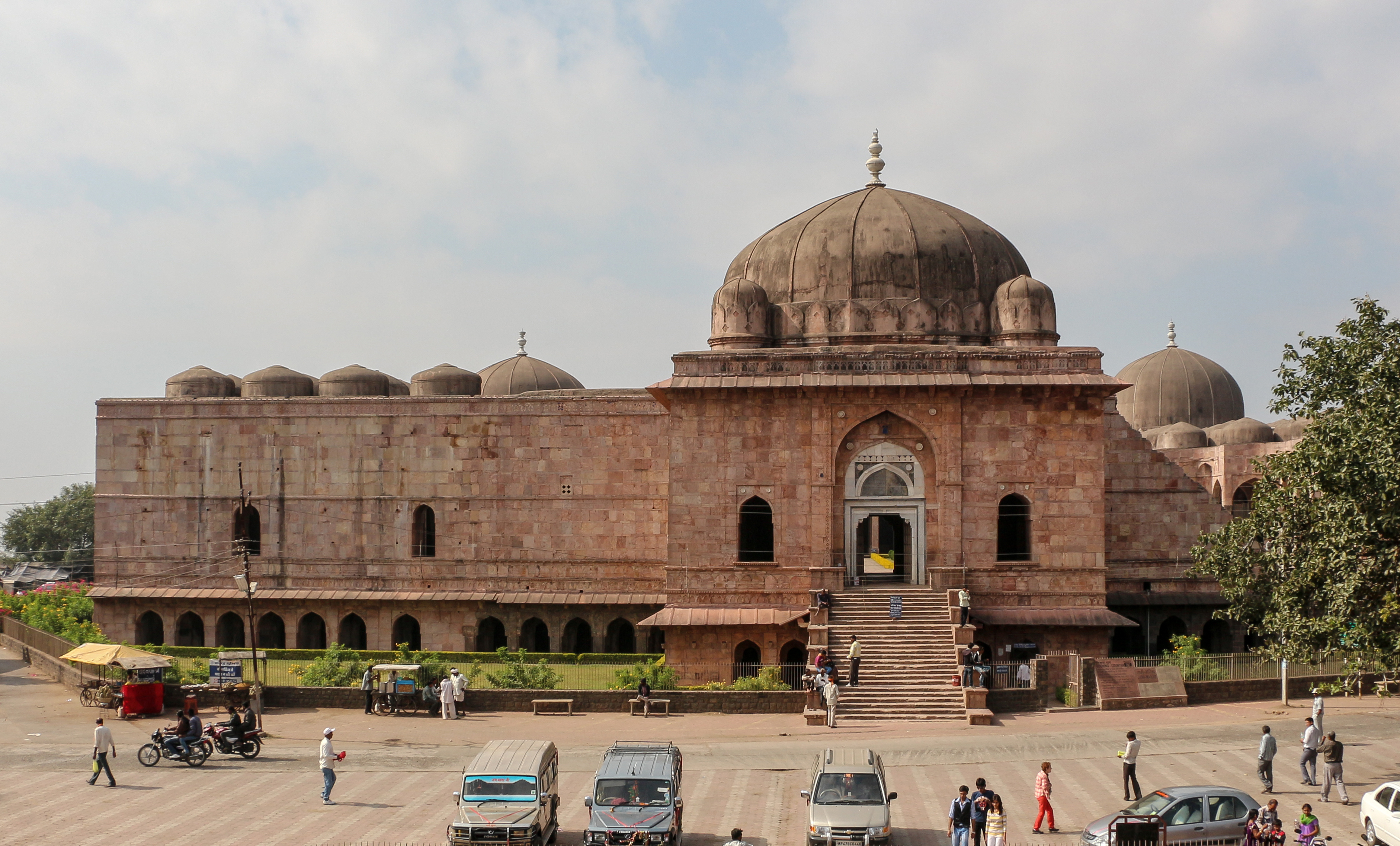
Dzsámi Maszdzsid
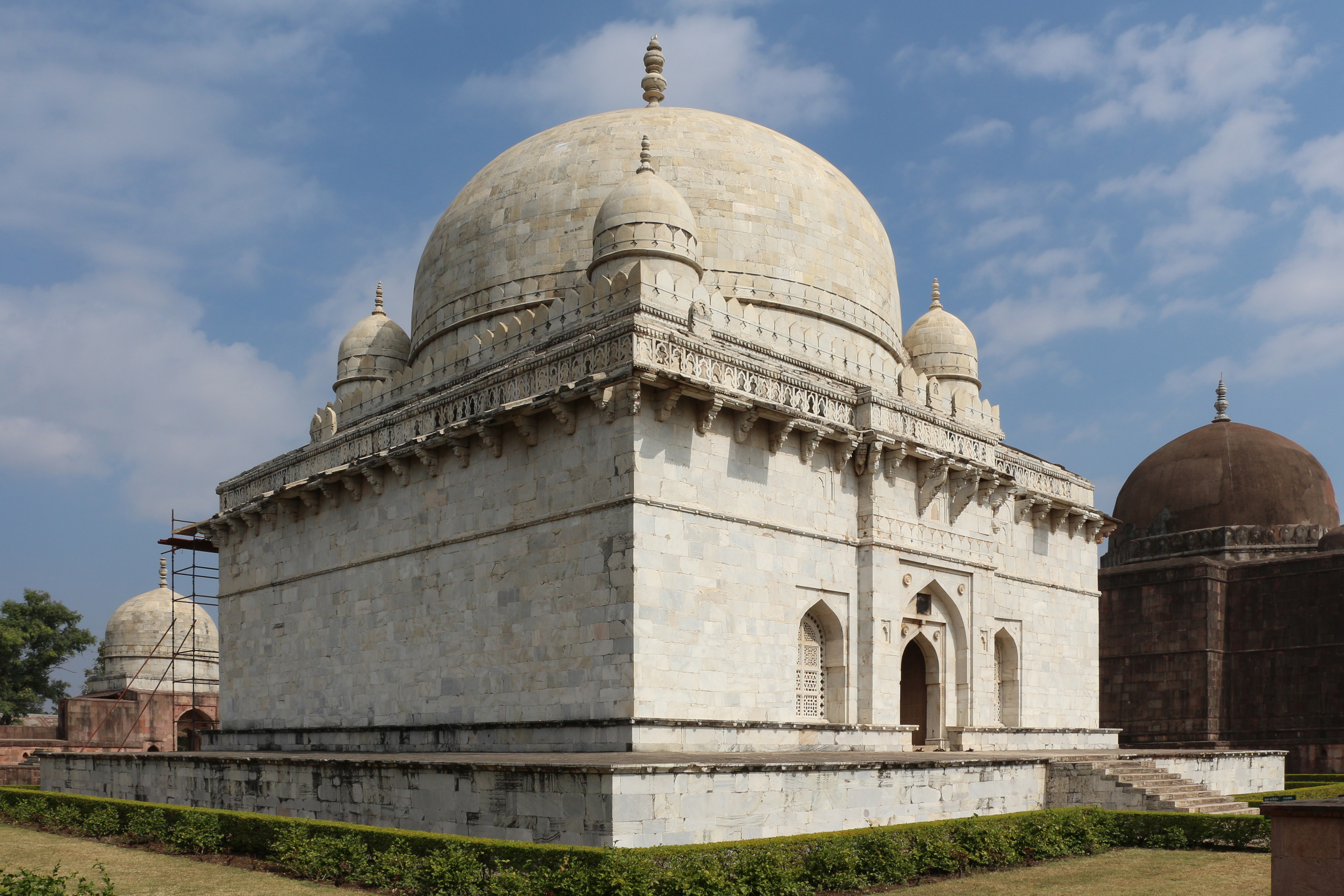
Hósang sáh sírja
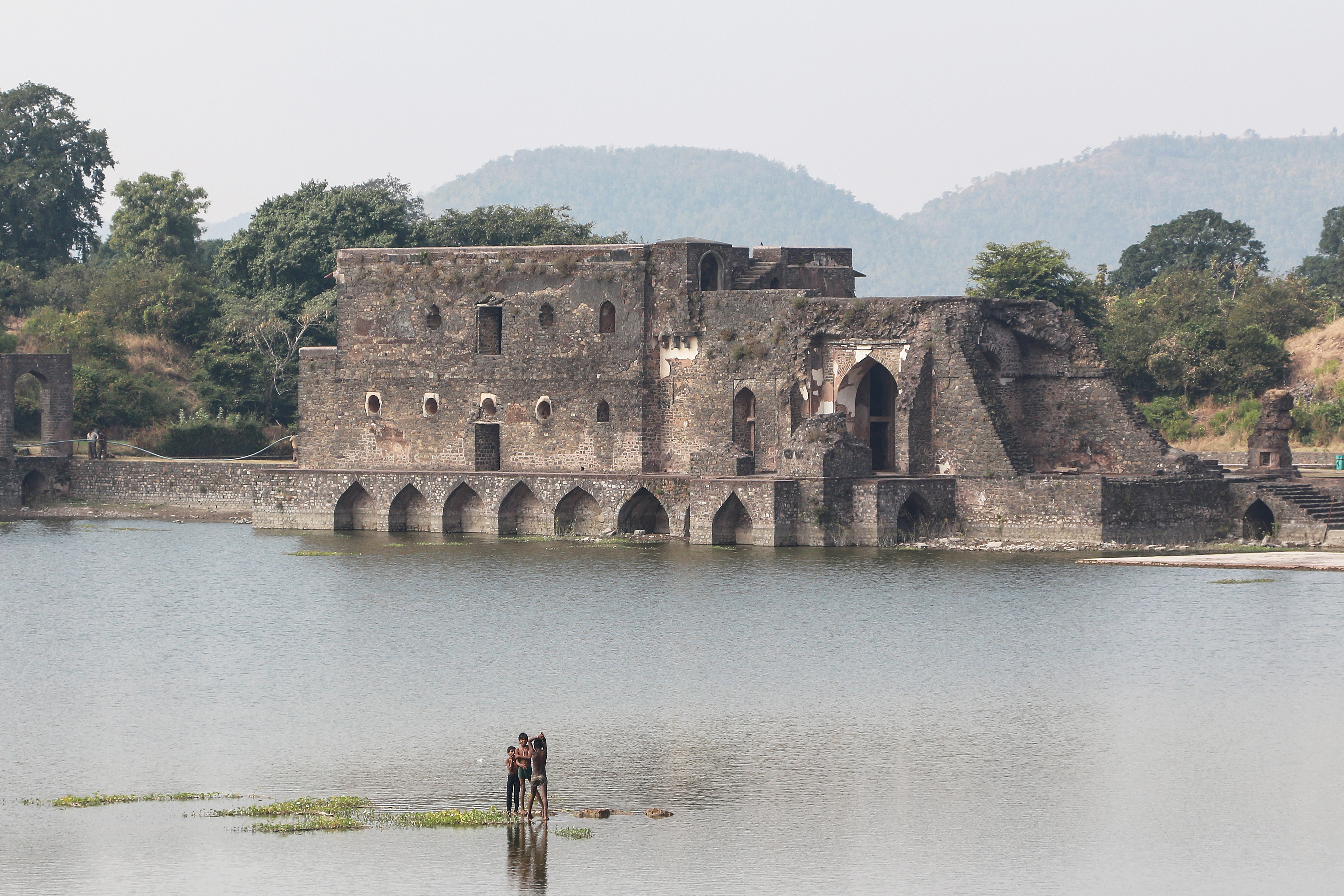
Dzsál Mahal
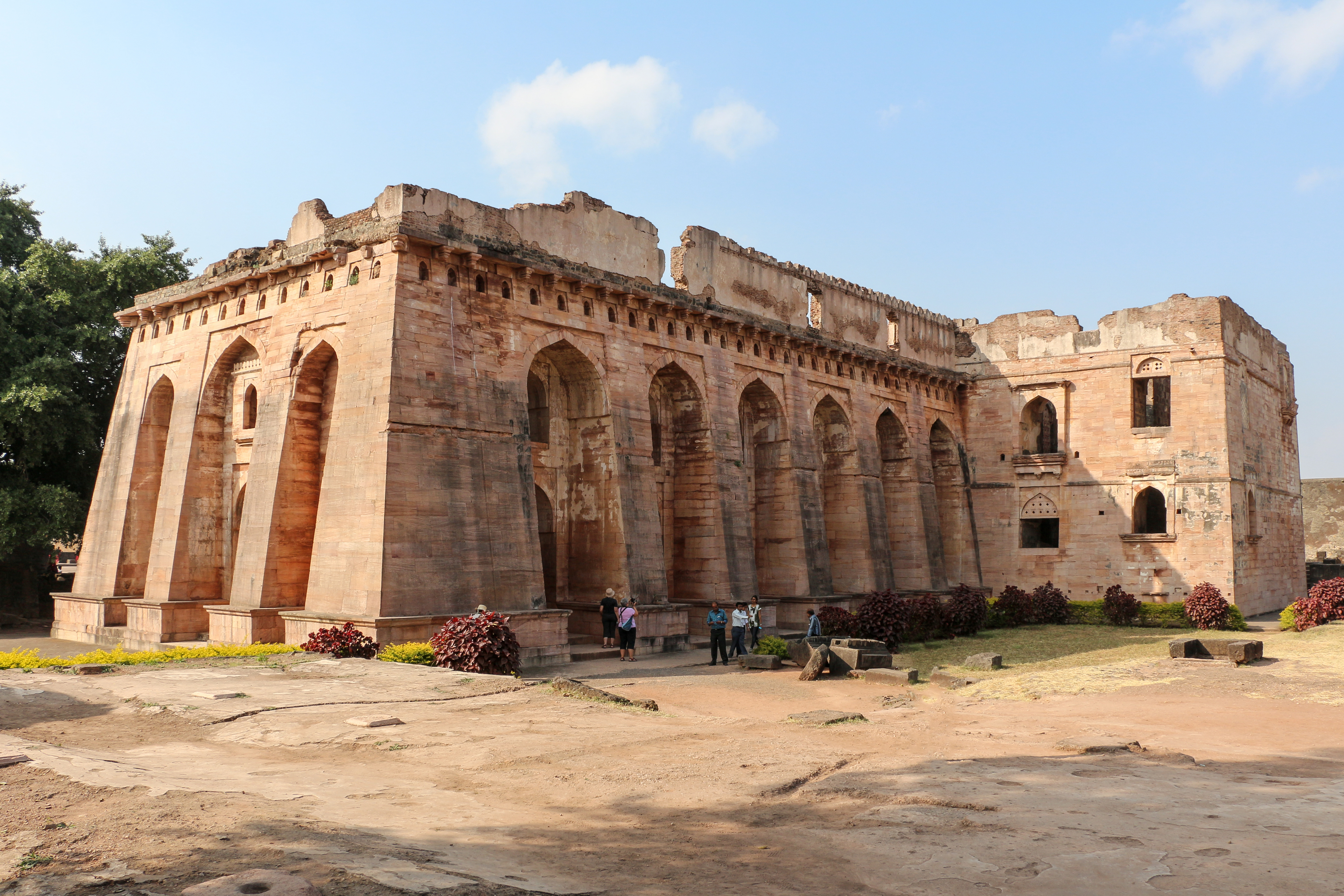
Hindola Mahal
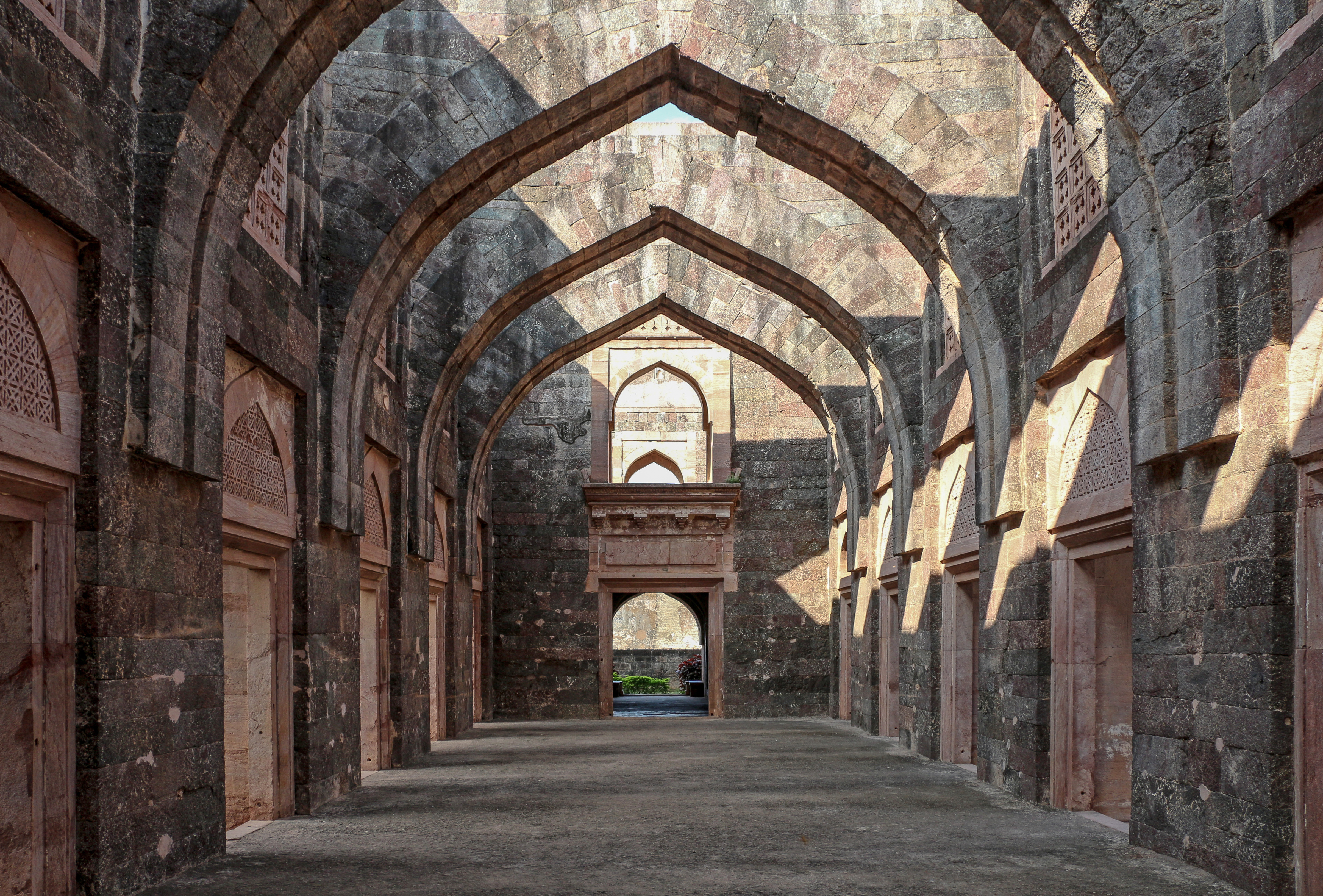
Hindola Mahal
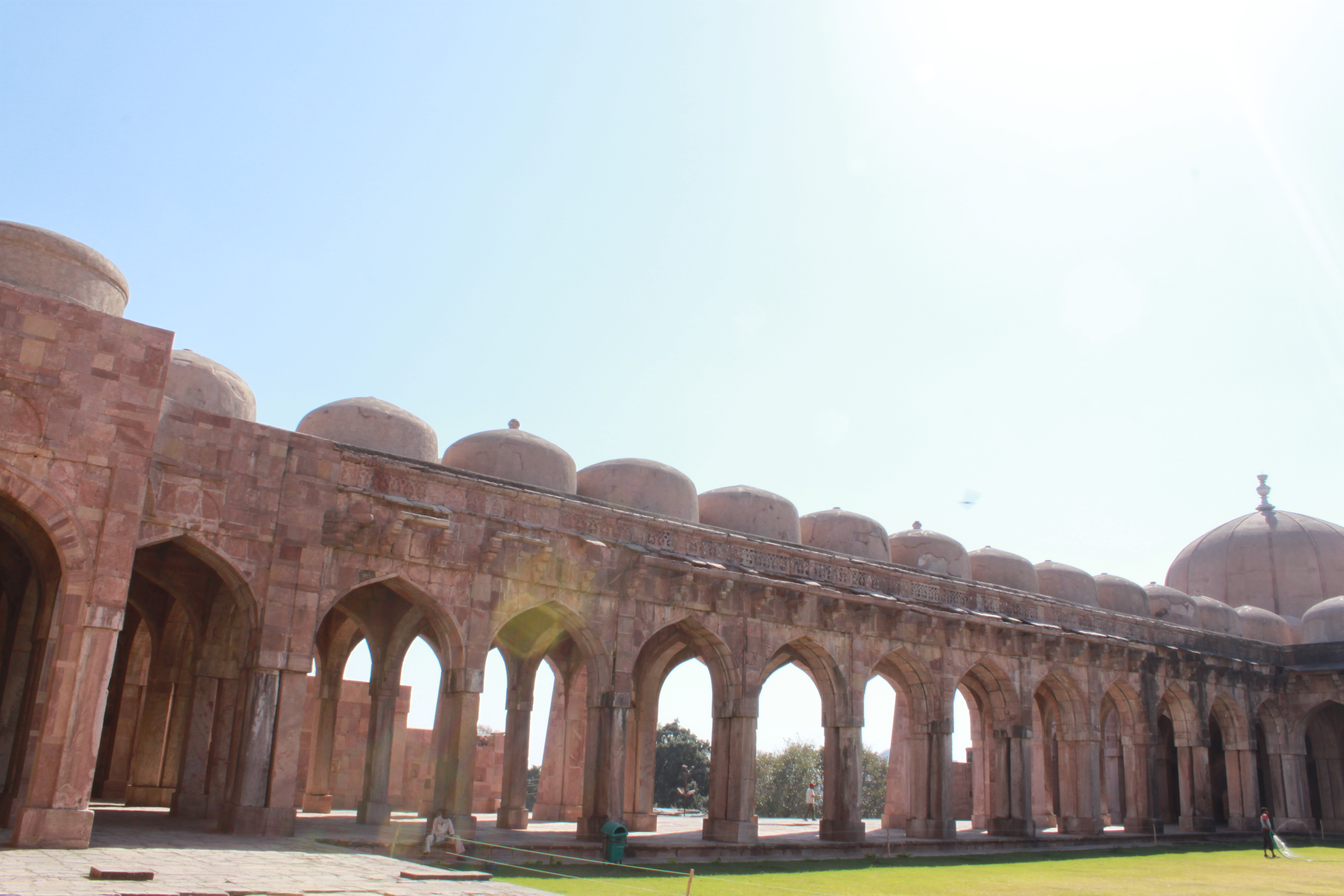
Asarfi Mahal madrasza
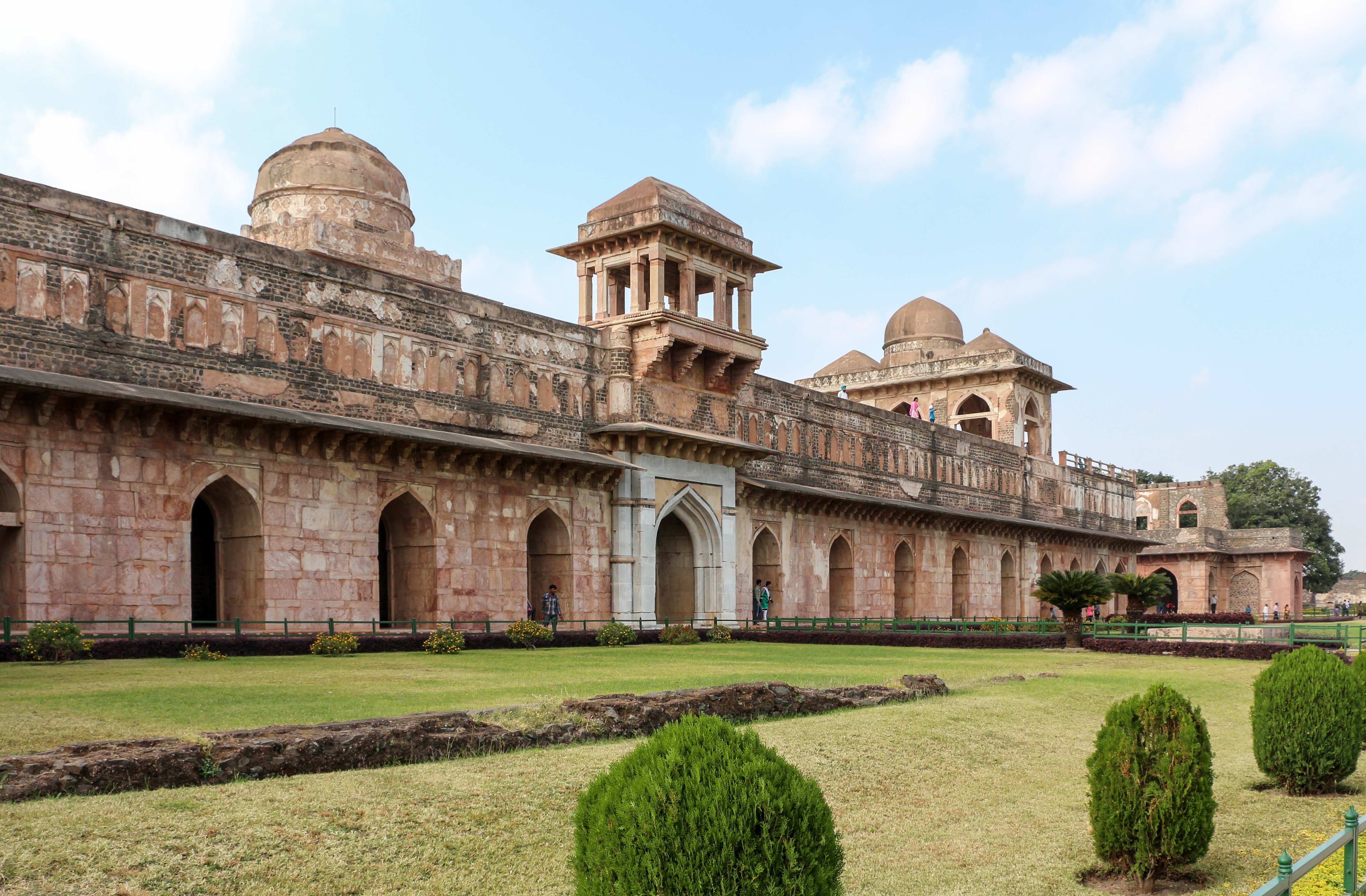
Dzsaház Mahal
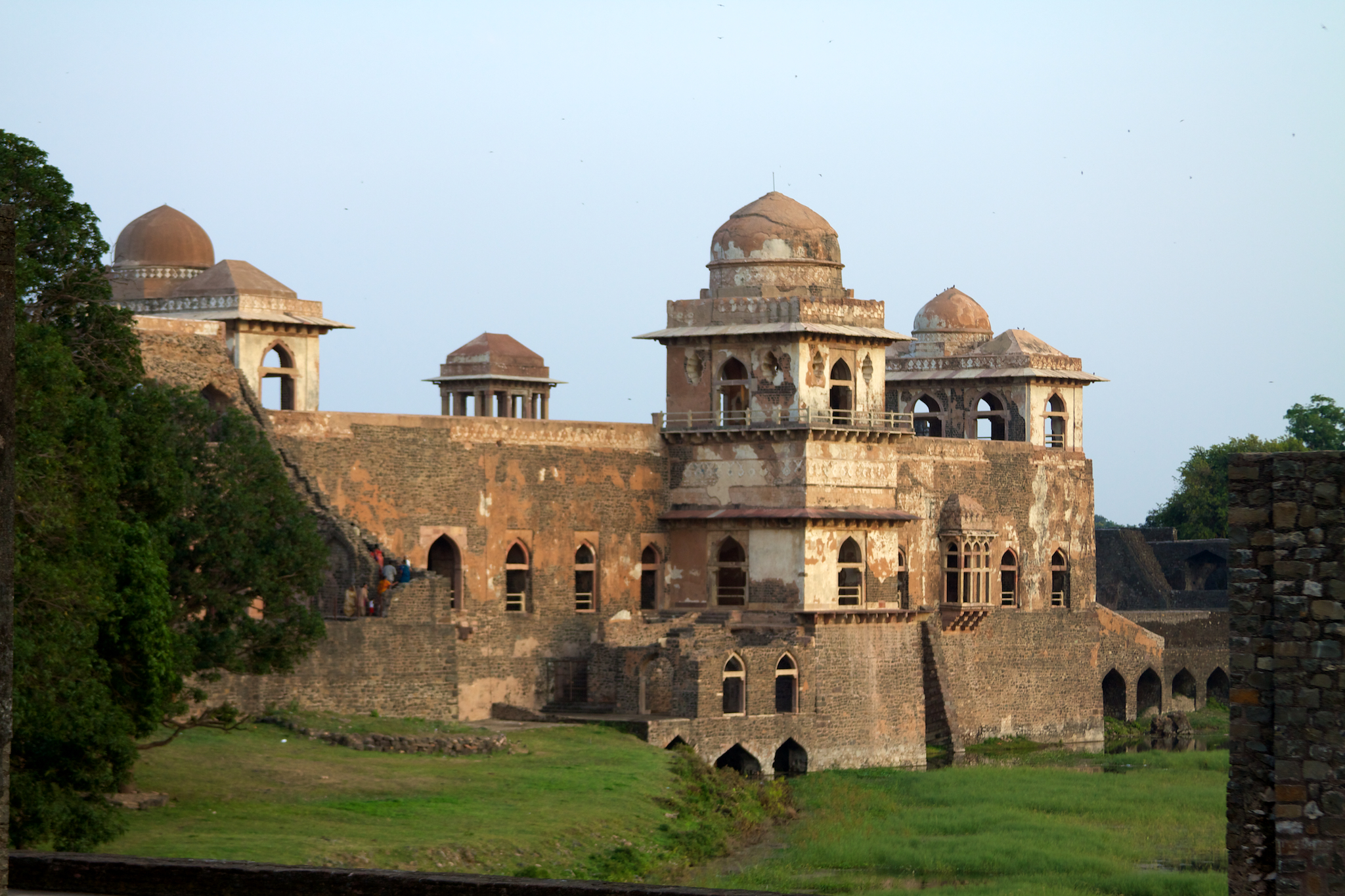
Dzsaház Mahal